# Сестра хазарского царя (IX век)
Сестра хазарского царя — сестра монарха, упоминаемая в связи с сообщением о голоде в Хазарском каганате в 10-х годах IX века.
О некоей Хатун, «сестре царя», рассказал хазарский дипломат аль-Фадлю ибн Сахлю — везиру аббасидского халифа Мамуна (между 813/818). С незначительными отличиями рассказ встречается в сборниках занимательных историй у арабских писателей ат-Танухи (ум. 994), ал-Хусри (ум. 1022) и ат-Тартуши (ум. 1126). Исходная версия принадлежит ал-Джахизу (775—868) и не сохранилась. 
Во время разразившейся засухи Хатун дала брату мудрый совет, как ему следует поступать, а затем убедила людей, требовавших поддержки от властей, подчиниться божьей воле. При этом сначала жители обратились к «двери низшего царя», а затем — к «двери высшего царя». Следующий год выдался урожайным, и царь назначил Хатун своей преемницей.
В историографии отмечается общая достоверность рассказа и его насыщенность ценными историческими данными. В научный оборот его ввёл Ахмет Заки Валиди, указавший, что здесь зафиксировано самое раннее свидетельство о хазарском со-правительстве. Начиная с IX века в источниках упоминается о разделении власти между каганом, который оставался высшим сувереном и сакральным символом, и беком, осуществлявшим светское управление. В арабских источниках термин «царь» (араб. «малик») чаще использовался для бека, но мог применяться к обоим монархам, в связи с чем установить, кто из них имеется в виду, затруднительно. По мнению Д. М. Данлопа и М. И. Артамонова, Хатун была сестрой «низшего царя», то есть бека. С этой позицией не согласился А. А. Тортика, посчитавший, что речь идёт о родственнице именно кагана, на тот период обладавшего ещё властными полномочиями. Тортика обратил внимание на форму обращения к «божьей воле», опосредованно свидетельствующей об иудаизме хазар уже в это время. Д. Людвиг указал, что перевод фразы о «низшем» и «высшем» царях является спорным и в действительности речь может идти просто о верхних и нижних дверях во дворце (за пределами указанной фразы «двое царей» больше не упоминаются). П. Голден отметил правдоподобность рассказа с точки зрения роли, которую могли играть женщины в степном мире.
Обычай хазар при наступлении беды обращаться к правителям широко отмечен в арабской литературе. Ближайшим является известие ал-Масуди, согласно которому в моменты голода, войн и иных бедствий знать и народ приходили к царю и кагану, за утерю удачи кагана могли убить. Хатун — женский титул в тюркских и монгольских государствах, аналогичный мужскому титулу «хан». Конкретно для Хазарии он упоминается в источниках ещё дважды. В середине VII века так названа жена кагана, о которой известно, что она принадлежала к племени барсилов, а в середине VIII века — каганская дочь, выданная замуж за арабского наместника. Переход престола к женщине выглядит вымышленной деталью, вместе с тем подобный случай в Хазарии был. О том, что Хазария периодически сталкивалась с голодом, известно по ещё одному свидетельству — продолжатель Мовсеса Каланкатвации под 838/839 годом сообщает о нашествии со стороны хазар на Албанию небывалой саранчи «размером с воробья». 